# Marcgravia coriacea
Marcgravia coriacea är en tvåhjärtbladig växtart som beskrevs av Vahl. Marcgravia coriacea ingår i släktet Marcgravia och familjen Marcgraviaceae. Inga underarter finns listade i Catalogue of Life.

## Bildgalleri

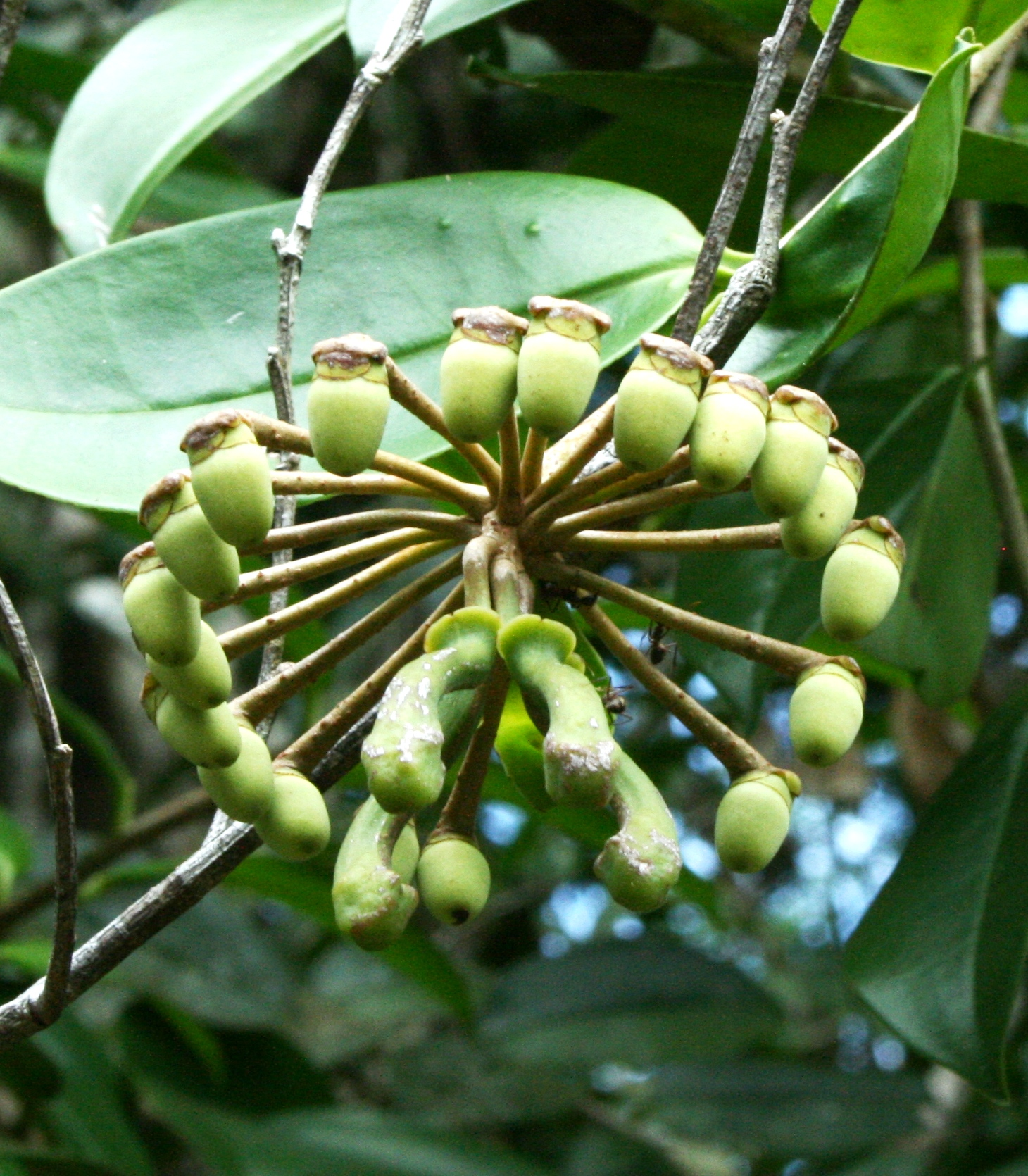
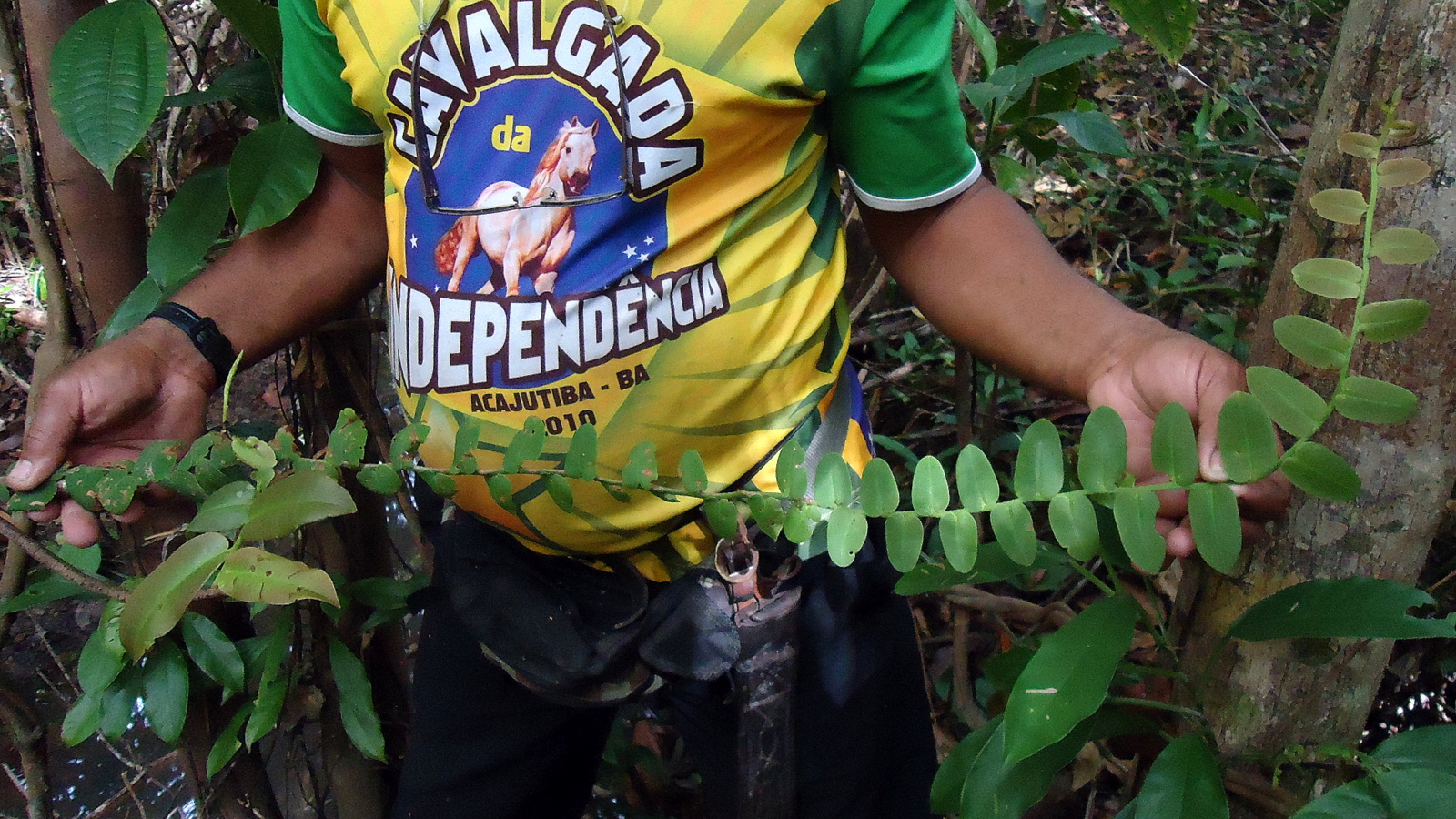
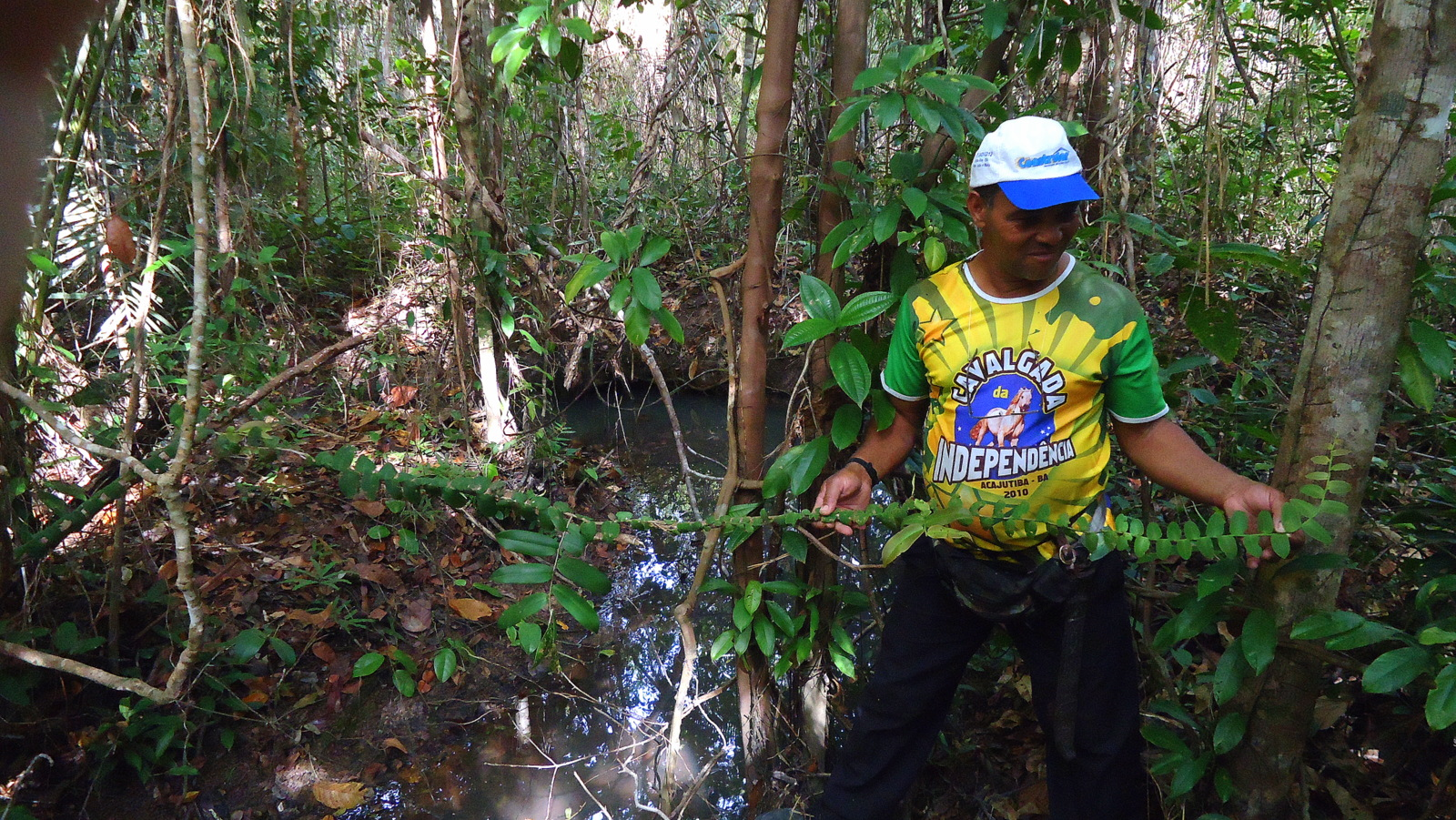
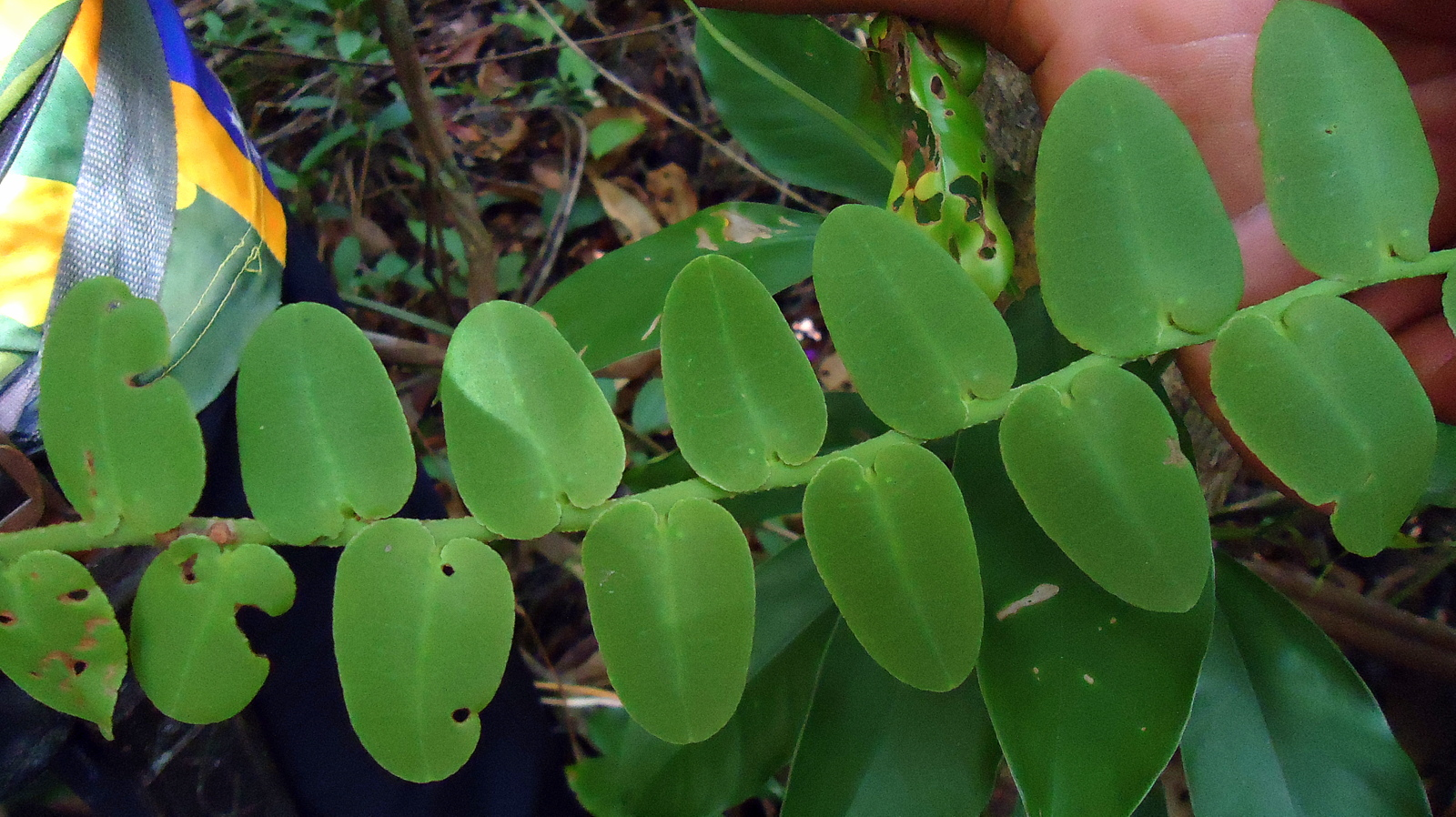
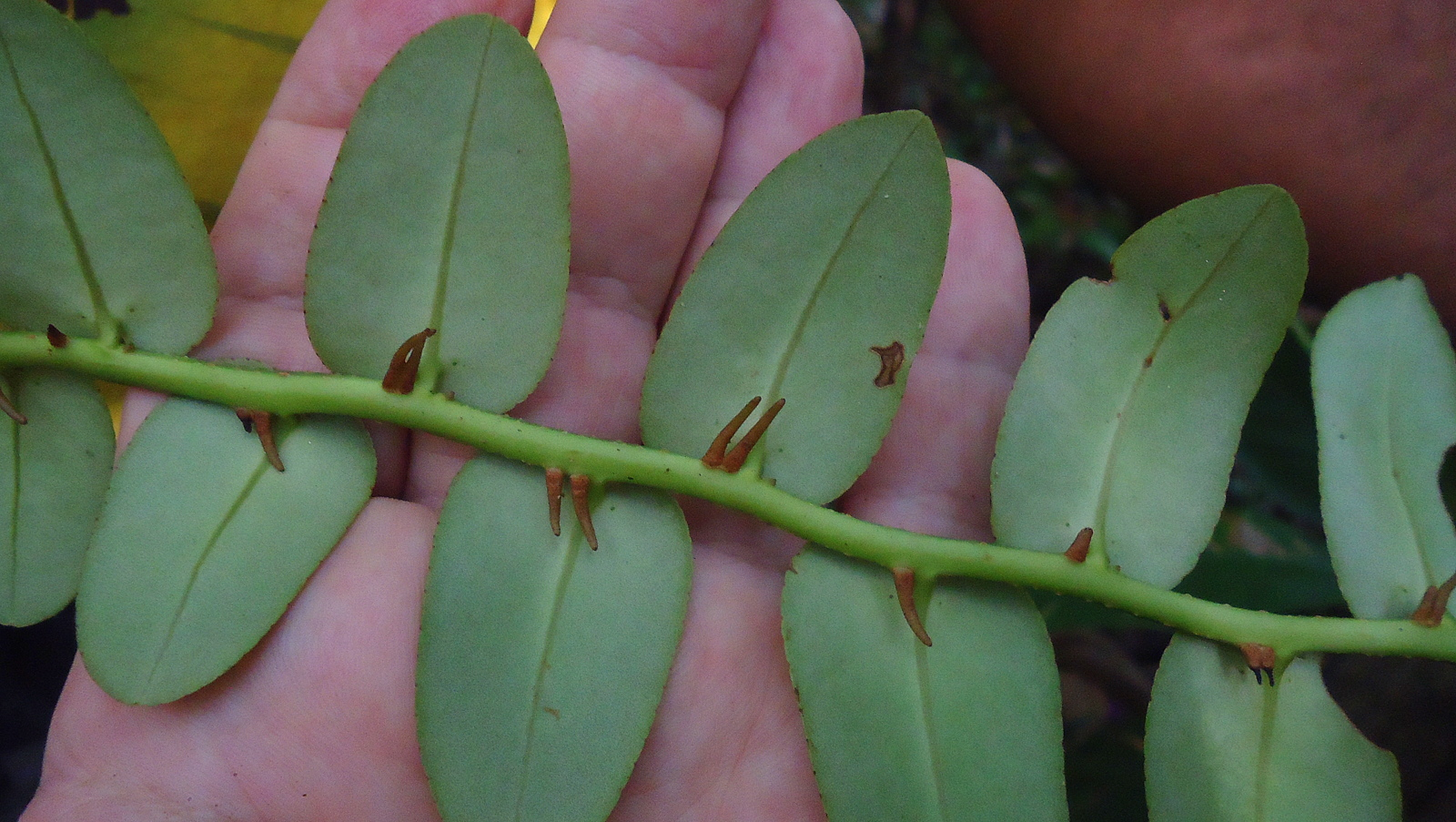
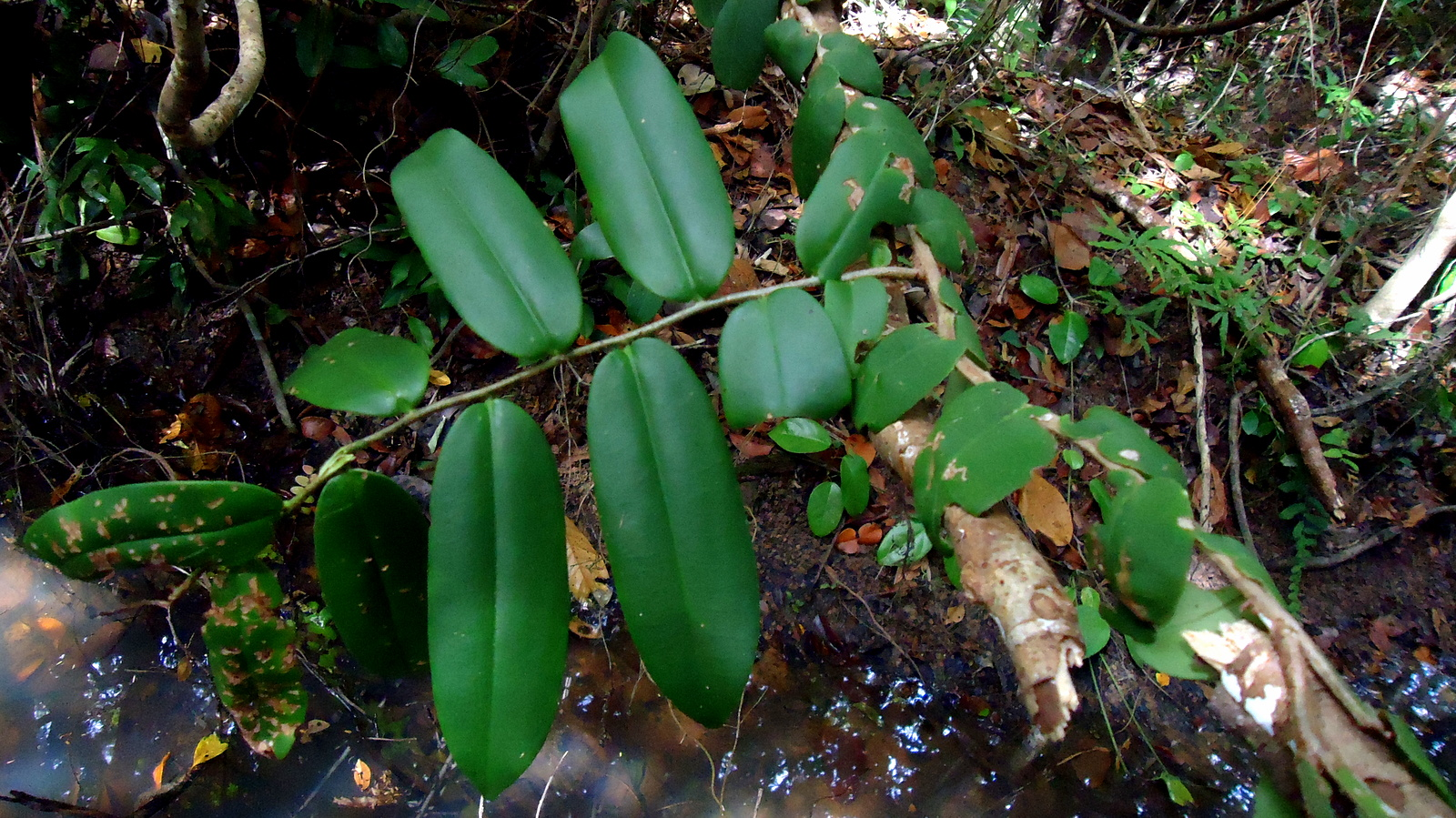